# Бентон (Каліфорнія)
Бентон (англ. Benton) — переписна місцевість (CDP) в США, в окрузі Моно штату Каліфорнія. Населення — 279 осіб (2020).

## Географія
Бентон розташований за координатами 37°50′45″ пн. ш. 118°29′12″ зх. д. / 37.84583° пн. ш. 118.48667° зх. д. (37.845879, -118.486792).  За даними Бюро перепису населення США в 2010 році переписна місцевість мала площу 73,82 км², з яких 73,77 км² — суходіл та 0,05 км² — водойми.

### Клімат
| Клімат : Бентон         | Клімат : Бентон | Клімат : Бентон | Клімат : Бентон | Клімат : Бентон | Клімат : Бентон | Клімат : Бентон | Клімат : Бентон | Клімат : Бентон | Клімат : Бентон | Клімат : Бентон | Клімат : Бентон | Клімат : Бентон | Клімат : Бентон |
| Показник                | Січ.            | Лют.            | Бер.            | Квіт.           | Трав.           | Черв.           | Лип.            | Серп.           | Вер.            | Жовт.           | Лист.           | Груд.           | Рік             |
| Абсолютний максимум, °C | 34,4            | 20,6            | 36,7            | 28,9            | 35,6            | 37,2            | 40,0            | 38,3            | 36,7            | 31,1            | 22,2            | 35,0            | 40,0            |
| Середній максимум, °C   | 12,2            | 12,4            | 16,9            | 20,2            | 26,5            | 31,5            | 33,6            | 34,1            | 30,1            | 21,3            | 15,2            | 11,8            | 22,2            |
| Середній мінімум, °C    | −5,7            | −6,1            | −3,4            | −0,2            | 4,7             | 8,1             | 11,0            | 10,9            | 6,1             | 0,1             | −3,8            | −6,9            | 1,3             |
| Абсолютний мінімум, °C  | −15,6           | −15             | −12,2           | −8,3            | −7,2            | 1,1             | 5,0             | 1,1             | −1,1            | −8,9            | −16,1           | −12,8           | −16,1           |
| Норма опадів, мм        | 27              | 31              | 23              | 9               | 11              | 10              | 12              | 11              | 8               | 8               | 17              | 25              | 192             |
| ----------------------- | --------------- | --------------- | --------------- | --------------- | --------------- | --------------- | --------------- | --------------- | --------------- | --------------- | --------------- | --------------- | --------------- |
| Джерело:                |                 |                 |                 |                 |                 |                 |                 |                 |                 |                 |                 |                 |                 |

## Демографія
Згідно з переписом 2010 року, у переписній місцевості мешкало 280 осіб у 122 домогосподарствах у складі 75 родин. Густота населення становила 4 особи/км².  Було 159 помешкань (2/км²).
Расовий склад населення:
| - 71,1 % — білих - 21,1 % — корінних американців - 0,4 % — чорних або афроамериканців - 0,4 % — азіатів - 5,4 % — осіб інших рас |

До двох чи більше рас належало 1,8 %. Частка іспаномовних становила 13,6 % від усіх жителів.
За віковим діапазоном населення розподілялося таким чином: 19,3 % — особи молодші 18 років, 68,2 % — особи у віці 18—64 років, 12,5 % — особи у віці 65 років та старші. Медіана віку мешканця становила 48,8 року. На 100 осіб жіночої статі у переписній місцевості припадало 105,9 чоловіків;  на 100 жінок у віці від 18 років та старших — 103,6 чоловіків також старших 18 років.
За межею бідності перебувало 19,7 % осіб, у тому числі 46,7 % дітей у віці до 18 років та 32,7 % осіб у віці 65 років та старших.
Цивільне працевлаштоване населення становило 115 осіб. Основні галузі зайнятості: освіта, охорона здоров'я та соціальна допомога — 30,4 %, публічна адміністрація — 25,2 %, мистецтво, розваги та відпочинок — 20,0 %.